# Chorni
Chorni (del ruso: Черный) es un jútor del ókrug urbano de la ciudad-balneario de Anapa del krai de Krasnodar, en el sur de Rusia. Está situado al sur del delta, 22 km al norte de la ciudad de Anapa y 124 km al oeste de Krasnodar. Tenía 277 habitantes en 2010.
Pertenece al municipio Pervomaiskoye.